# Michael Gove
Michael Andrew Gove (Edimburgo, 26 de agosto de 1967) es un político británico del partido Conservador y miembro del parlamento del Reino Unido para la circunscripción de Surrey Heath desde 2005. Antes fue un columnista que trabajó para The Times.
Formó parte del gabinete en la sombra entre 2007 y 2010 siendo el opuesto del laborista Ed Balls, a cargo de la Secretaría de Estado para los Niños, Escuelas y Familias. Desde la asunción de David Cameron como primer ministro en 2010 fue designado secretario de Estado de Educación, sucediendo a Balls.
En 2015 fue nombrado Lord Canciller de Gran Bretaña y secretario de Estado de Justicia. Apoyó la salida del Reino Unido de la Unión Europea en el referéndum de 2016. Con la designación de Theresa May como primera ministra, Gove no fue tenido en cuenta para el nuevo gabinete y debió dejar sus cargos.
Entre 2017 y 2019 fungió como secretario de Estado para Medio Ambiente, Alimento y Asuntos Rurales. Desde julio de 2019 se desempeña como canciller del Ducado de Lancaster. Desde 2021 hasta 2022 se desempeñó como secretario de Estado de Ordenación, Vivienda y Comunidades.